# 尖瓣瑞香
尖瓣瑞香（学名：Daphne acutiloba）为瑞香科瑞香属下的一个种。

## 扩展阅读
- 維基物種上的相關：尖瓣瑞香